# Puerta Pulache
Puerta Pulache es un caserío peruano ubicado en el distrito de Las Lomas, perteneciente a la provincia y departamento de Piura, al norte del Perú. 

## Ubicación
Puerta Pulache se ubica al noreste de la provincia de Piura, en el distrito de Las Lomas, en el departamento de Piura.

## Demografía
En 2017 Puerta Pulache tenía una población de 853 habitantes.
| Gráfica de evolución demográfica de Puerta Pulache entre 1993 y 2017 |
|                                                                      |
| Fuentes: Población 1993 y 2017                                       |